# Cima Crench
Die Cima Crench, auch Cocca d’Idro genannt, ist ein vielbegangener, 778 m s.l.m. hoher Gipfel in den Gardaseebergen, der über eine Klettersteigroute zu erreichen ist. Es handelt sich um den Hausberg der Gemeinde Idro in der Lombardei. Er liegt östlich des südlichen Teils des Idrosees und nordöstlich von Idro.

## Klettersteigroute
Startpunkt für die Klettersteigtour ist Crone (378 m s.l.m.), ein Ortsteil von Idro. Der im Jahr 2007 angelegte Klettersteig führt auf einen Vorgipfel, die Punta Pelada (632 m s.l.m.). Von dort ist der Gipfel auf einem Wanderweg zu erreichen, der an einem Kriegsstollen (vgl. Gebirgskrieg 1915–1918) vorbei führt. Die Route bietet Aussicht auf den Idrosee. Der Schwierigkeitsgrad des Klettersteigs wird mit der Schwierigkeitsstufe C/D angegeben.

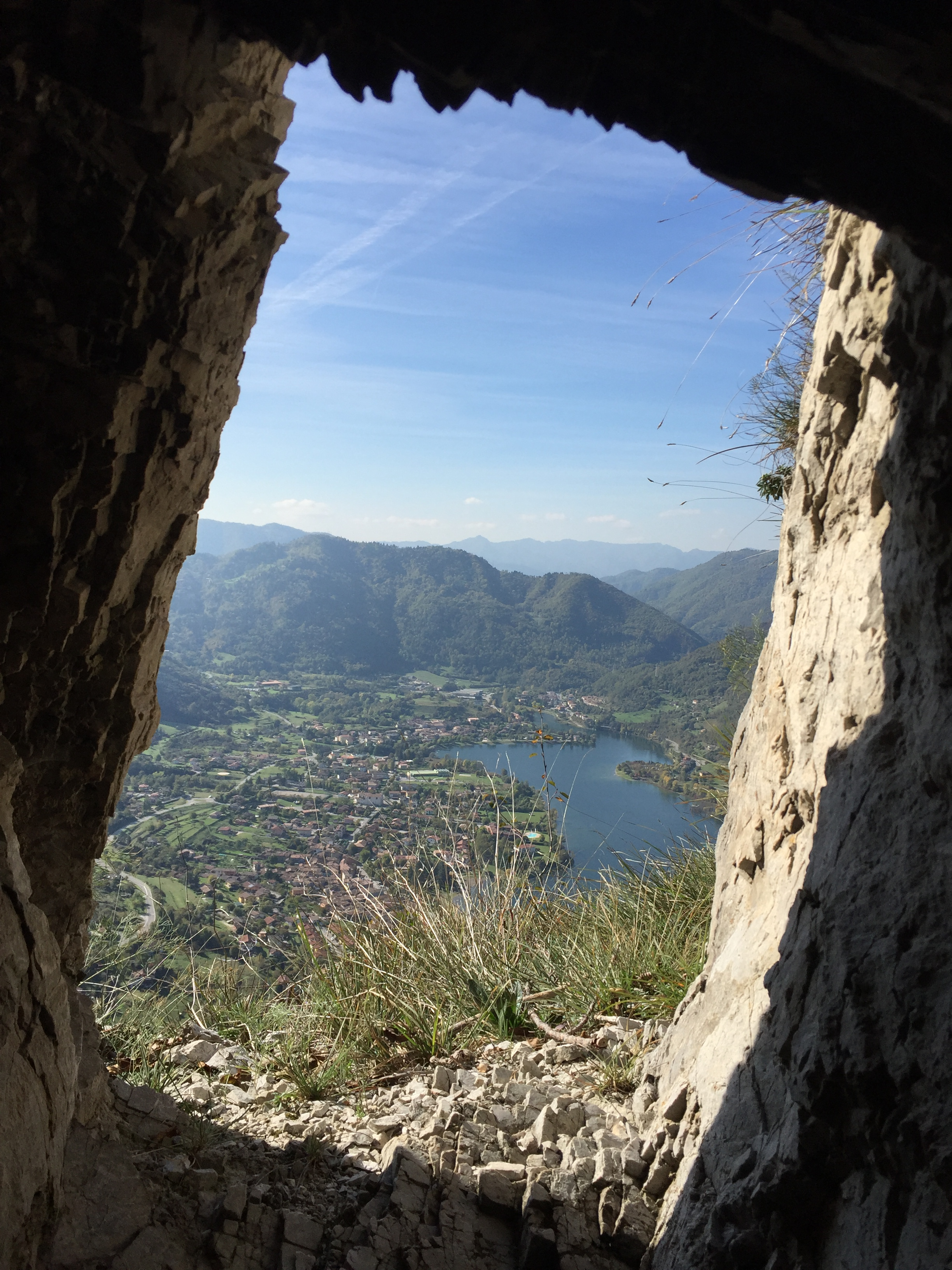
Aussicht auf den Idrosee aus einem Kriegsstollen
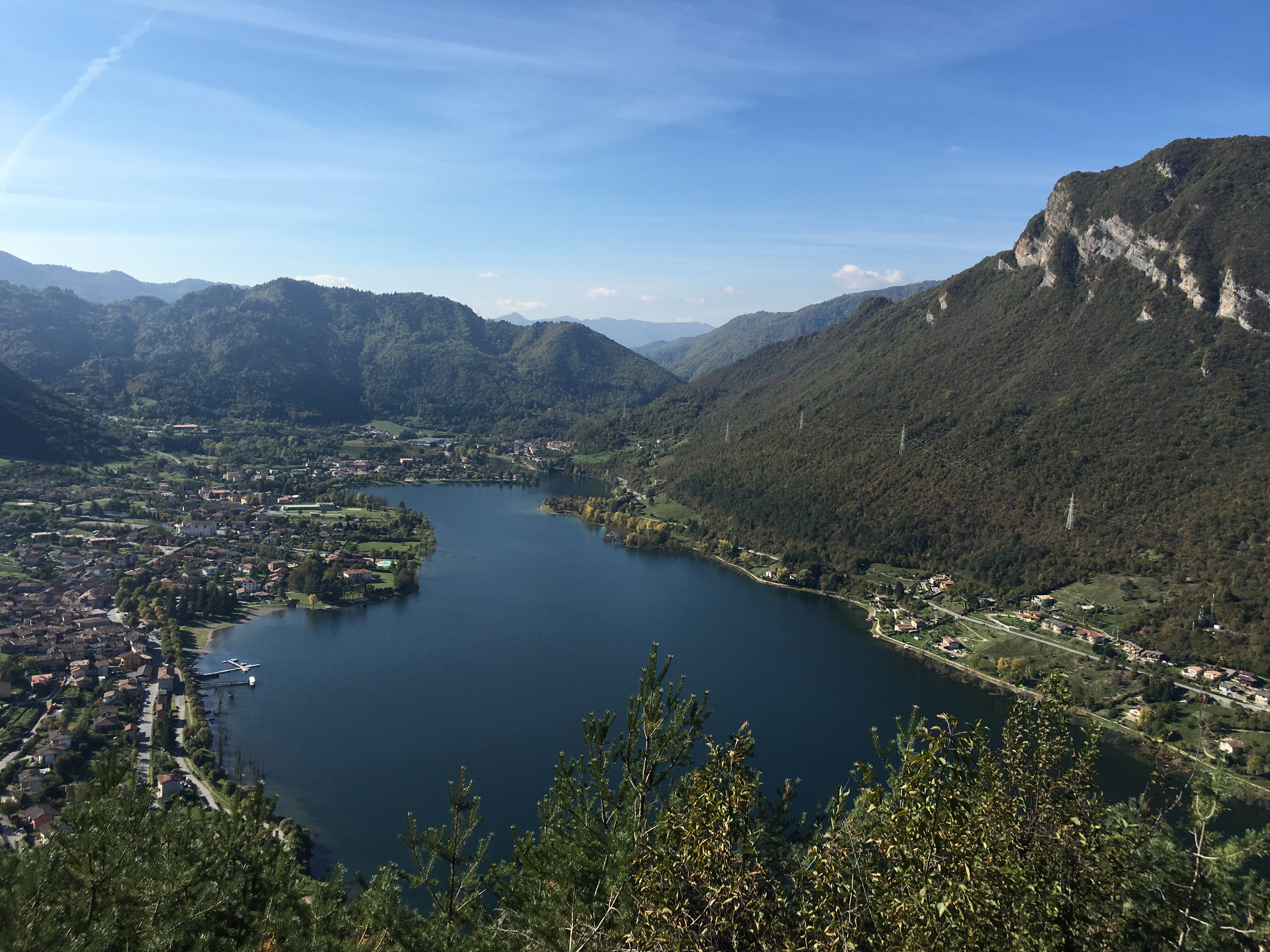
Aussicht auf den Idrosee